# Antrodiella canadensis
Antrodiella canadensis är en svampart som först beskrevs av Lee Oras Overholts, och fick sitt nu gällande namn av Niemelä 2005. Enligt Catalogue of Life ingår Antrodiella canadensis i släktet Antrodiella,  och familjen Phanerochaetaceae, men enligt Dyntaxa är tillhörigheten istället släktet Antrodiella,  och familjen Steccherinaceae. Artens status i Sverige är: Ej påträffad. Inga underarter finns listade i Catalogue of Life.